# Brownie (gitár)
„Brownie” Eric Clapton első Stratocaster márkájú elektromos gitárja (korábban Gibson modelleket használt), amit az 1970-es évek elején használt a Derek and the Dominos tagjaként, például a Layla and Other Assorted Love Songs lemezen. Egy évvel később Clapton gitárt váltott, de maradt a Fender Stratocastereknél. Új gitárja a híres Blackie, melyből később megszületett az Eric Clapton Signature Stratocaster.
A Brownie három árnyalatú sunburst testtel (innen ered a neve) és jávor „skunk-stripe” nyakkal van szerelve. 1956-ban készült, sorozatszáma 12073. Clapton a stúdióban és koncerteken egyaránt használta a gitárt. Rajta játszik debütáló albumán, az Eric Claptonon is, ahol a hangszer a lemez borítójára is felkerült. 1971-től Brownie átadta helyét minden idők egyik leghíresebb Stratocasterének, Blackie-nek. 
1999. június 24-én Clapton a New York-i Christie’s aukciósháznak adta el Brownie-t, hogy a befolyt összeggel a saját drog- és alkoholbetegek gyógyítására létrehozott központját támogassa. Brownie 450 000 dollárért kelt el, ami minden idők legdrágább gitárárverését jelentette, egészen Blackie eladásáig. Brownie jelenleg Paul Allen, a Microsoft társalapítójának tulajdonában van, és a seattle-i Experience Music Project kiállításon bárki által megtekinthető.